# الدورة 50 لمهرجان قرطاج الدولي
نظمت الدورة 50 لمهرجان قرطاج الدولي من 10 جويلية (يوليو) إلى 16 أوت (أغسطس) 2014 وقد تم تعيين سنية مبارك مديرة للمهرجان. وشهدت هذه الدورة عروضاً قوية محلية وعربية وعالمية تنوعت بين الغناء والتراث والمسرح.

## برنامج الدورة 50 لمهرجان قرطاج الدولي
تضمّن برنامج المهرجان عدداً من الفعاليات المنوّعة التي تراوحت بين عروض محلية وعربية وعالمية، أهمها حفل الموسيقار العالمي ياني وحفل الموسيقار العربي مارسيل خليفة، وحفلات الفنانين العرب كنانسي عجرم وصابر الرباعي وشيرين عبد الوهاب، كما شمل عروضاً مسرحية وغنائية لفنانين من فرنسا والبرتغال وكندا والولايات المتحدة والسنغال وغيرها.:
| التاريخ            | العرض                                                                   | الفنان |
| ------------------ | ----------------------------------------------------------------------- | --- |
| الخميس 10 جويلية   | الافتتاح بعرض «استذكار»                                                 | أنور ابراهم                                                                                               |
| الجمعة 11 جويلية   | عرض «بوليوود إكسبراس»                                                   | رقص هندي                                                                                                  |
| السبت 12 جويلية    | سهرة الإنشاد الصوفي مع عرض «رسالة السلام»                               | شيخ حاتم الفرشيشي مع مجموعات موسيقية من مصر، وفرقة من أندونيسيا.                                          |
| الاثنين 14 جويلية  | عرض العصر الذهبي للاغنية التونسية بعنوان «الخضراء تغني»                 | زياد غرسة                                                                                                 |
| الاربعاء 16 جويلية | عرض النجم الأمريكي جورج بنسون                                           | جورج بنسون                                                                                                |
| السبت 19 جويلية    | حفل الفنانة اللبنانية نانسي عجرم                                        | نانسي عجرم                                                                                                |
| الثلاثاء 22 جويلية | عرض النجم العالمي اليوناني «ياني»                                       | ياني |
| الاربعاء 23 جويلية | عرض الفرقة الموسيقية الفرنسية «آيامْ» (فن الهيب هوب)                     | آيامْ |
| الخميس 24 جويلية   | عرض الفنان التونسي محمد الجبالي عرض الفنانة اللبنانية كارول سماحة       | محمد الجبالي كارول سماحة                                                                                  |
| الجمعة 25 جويلية   | عرض «جمهورية للجميع»                                                    | شكري بوزيان بمشاركة زينة القصرينية، وآمال الحمروني والجنرال، ومهدي «آر.تو.آم» وأميمة طالب                 |
| السبت 26 جويلية    | عرض «ألف رقصة ورقصة من العالم»                                          | ---- |
| الأحد 27 جويلية    | عرض الفنانة الفرنسية «شيمان بادي» عرض الفنانة الكندية «ناتاشا سان بيار» | شيمان بادي ناتاشا سان بيار                                                                                |
| الثلاثاء 29 جويلية | عرض مسرحية «ريتشارد الثالث»                                             | جعفر القاسمي                                                                                              |
| الاربعاء 30 جويلية | عرض كوميديا موسيقية بعنوان «علاء الدين                                  | ---- |
| الخميس 31 جويلية   | عرض الفنان اللبناني مارسيل خليفة بمرافقة الأوركستر السمفوني التونسي     | مارسيل خليفة الأوركستر السمفوني التونسي                                                                   |
| الجمعة 1 أوت       | عرض النجم السينغالي «يوسو ندور»                                         | يوسو ندور                                                                                                 |
| السبت 2 أوت        | عرض الفنان نور شيبة عرض نجم الراي الجزائري الشاب مامي                   | الشاب مامي نور شيبة                                                                                       |
| الأحد 3 أوت        | عرض الفنان «توماتيتو» عرض الفنانة البرتغالية «آنا مورا»                 | آنا مورا توماتيتو                                                                                         |
| الاثنين 4 أوت      | عرض «نشيد إلى تونس»                                                     | رياض الفهري مع مشاركة عازف آلات النفخ العالمي «بادرو ستاش»                                                |
| الثلاثاء 5 أوت     | عرض إلى حد ماء                                                          | نوال سكندراني                                                                                             |
| الخميس 7 أوت       | عرض خاص وجديد للفنان صابر الرباعي                                       | صابر الرباعي                                                                                              |
| الجمعة 8 أوت       | عرض الباليه الصيني                                                      | ---- |
| السبت 9 أوت        | عرض الفنانة المصرية شيرين عبد الوهاب                                    | شيرين عبد الوهاب                                                                                          |
| الأحد 10 أوت       | عرض «ناقوس 2014»                                                        | فنان التونسي منير الطرودي والفنان السويسري «إيريك تروفاز»                                                 |
| الاثنين 11 أوت     | عرض النجم البلجيكي «ستروماي»                                            | ستروماي                                                                                                   |
| الاربعاء 13 أوت    | عرض «المنسية»                                                           | سعد بن عبد الله                                                                                           |
| الخميس 14 أوت      | عرض «أناشيد الحب والسلام والحرية»                                       | محمد الماجري، بمشاركة الفنانين لطفي بوشناق ونجاة عطية ومحمد دحلاب من تونس والفنان السوري عبد الله السامي. |
| الجمعة 15 أوت      | العرض الأول للمسرحية «الوان مان شو» «ليلة على دليلة                     | لمين النهدي                                                                                               |
| السبت 16 أوت       | لاختتام مع عرض «موزار، أوبرا الروك»                                     | ---- |

## وصلات خارجية
- الموقع الرسمي للدورة الخمسون